# URO VAMTAC
URO VAMTAC (spaniolă Vehículo de Alta Movilidad Táctico, Vehicul de Mare Mobilitate Tactică) este un vehicul militar 4×4 fabricat de către firma spaniolă UROVESA. VAMTAC este asemănător cu vehiculul HMMWV din dotarea armatei americane, ambele vehicule îndeplinind aceleași misiuni tactice.

## Proiectare
URO VAMTAC a fost proiectat special de firma URO, Vehiculos Especiales S.A. pentru armata spaniolă, fiind un vehicul militar multirol care poate fi transportat pe cale aeriană, cu o capacitate mare de trecere și o sarcină utilă bună. În urma unor teste, Ministerul Apărării din Spania a acordat firmei UROVESA un contract pe cinci ani, vehiculul fiind inițial fabricat între anii 1998 și 2003. În luna octombrie a anului 2005, în urma unor teste care au durat trei luni, Ministerul Apărării a încheiat un nou contract pentru fabricarea vehiculului URO VAMTAC. Acest contract a adus și niște modificări suplimentare ale vehiculului, iar cele două modele, denumite T3 și T5, au fost redenumite I3 și S3. URO VAMTAC are un aspect și un design asemănător cu vehiculul High Mobility Multipurpose Wheeled Vehicle (abreviat HMMWV sau Humvee) al armatei americane deoarece ambele vehicule au fost proiectate după cerințe și specificații asemănătoare.

## Variante
URO VAMTAC poate fi livrat în mai multe variante, în funcție de armament și configurație. Câteva vehicule utilitare au fost fabricate pentru tractare, stingerea incendiilor și reaprovizionare. Printre variantele notabile se numără:
- varianta MEDEVAC (ambulanță) dotată cu două sau patru tărgi în partea din spate a vehiculului
- varianta antitanc dotată cu rachete dirijate BGM-71 TOW sau MILAN
- varianta antiaeriană dotată cu rachete sol-aer Mistral
- vehicul punct de comandă (autostații radio).

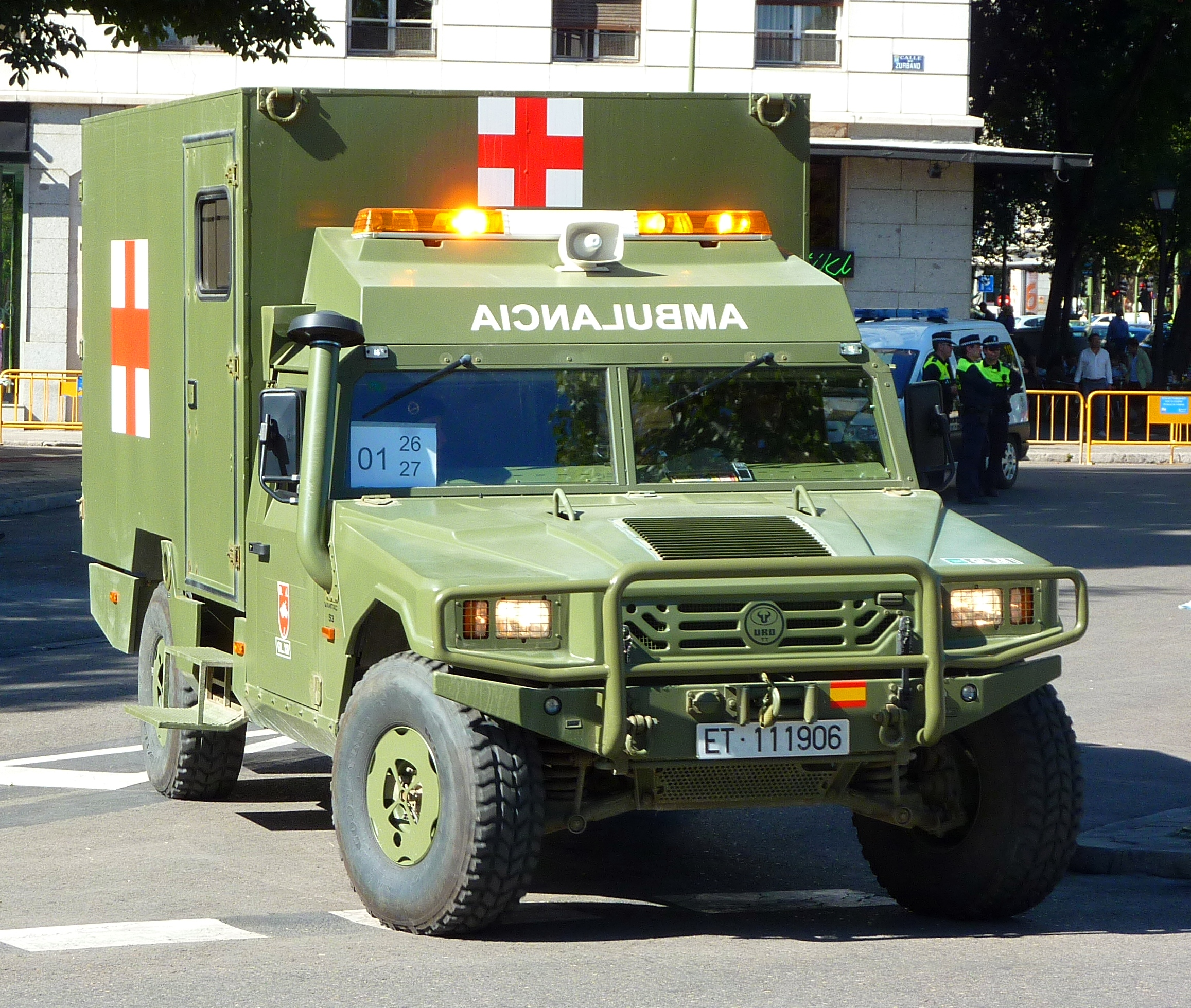
Ambulanță
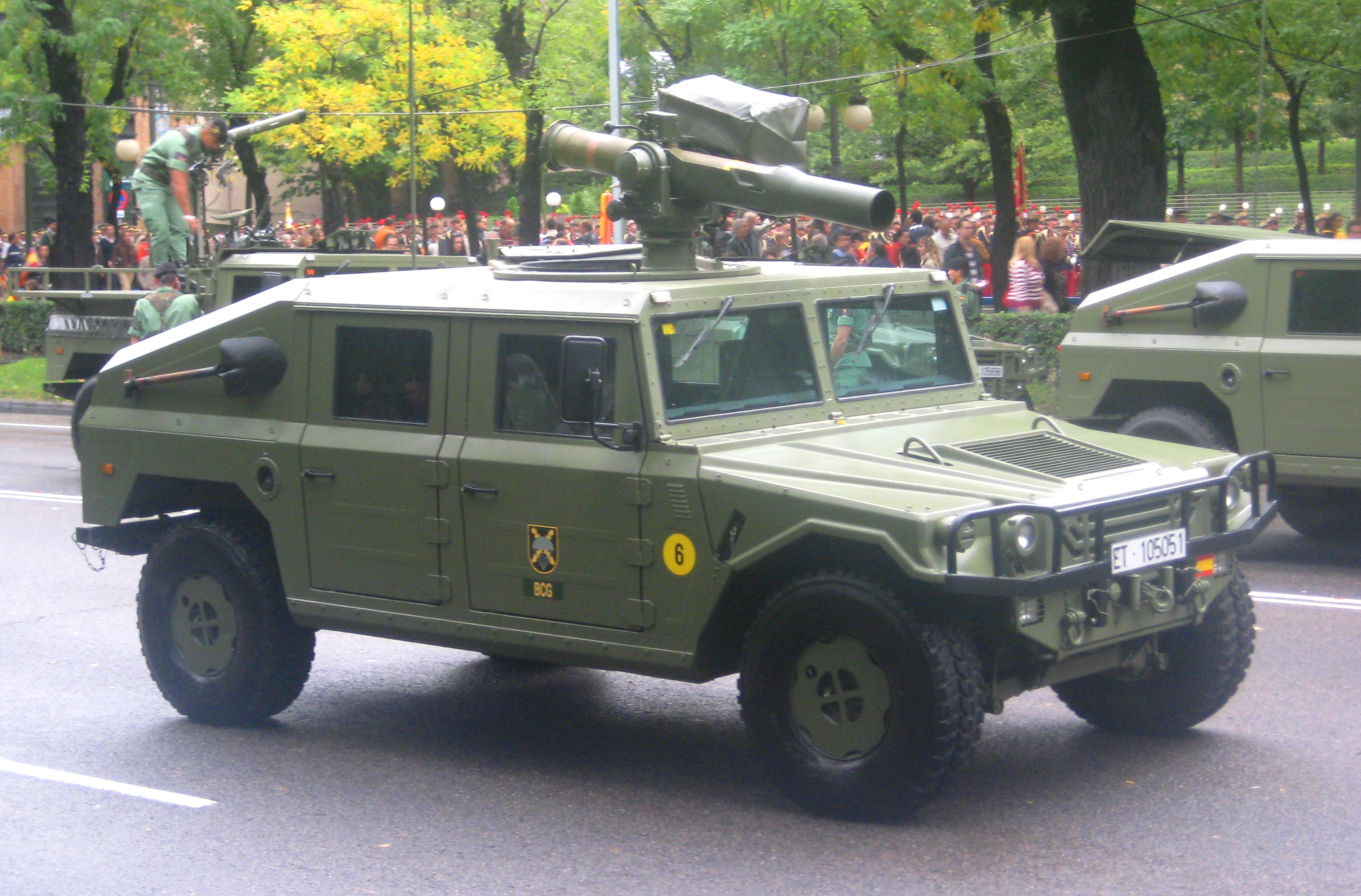
Varianta antitanc dotată cu rachete BGM-71 TOW
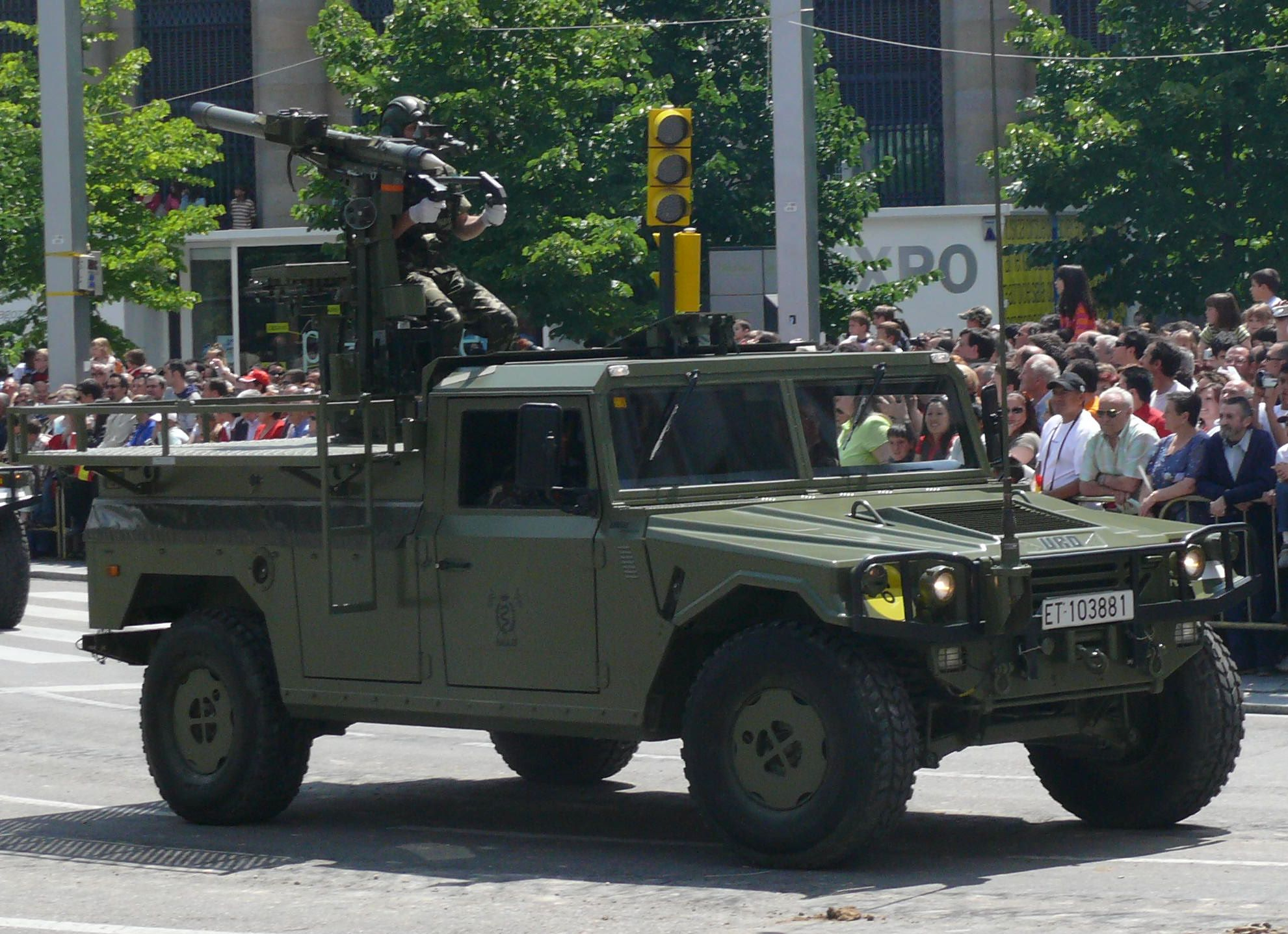
Varianta antiaeriană dotată cu rachete Mistral
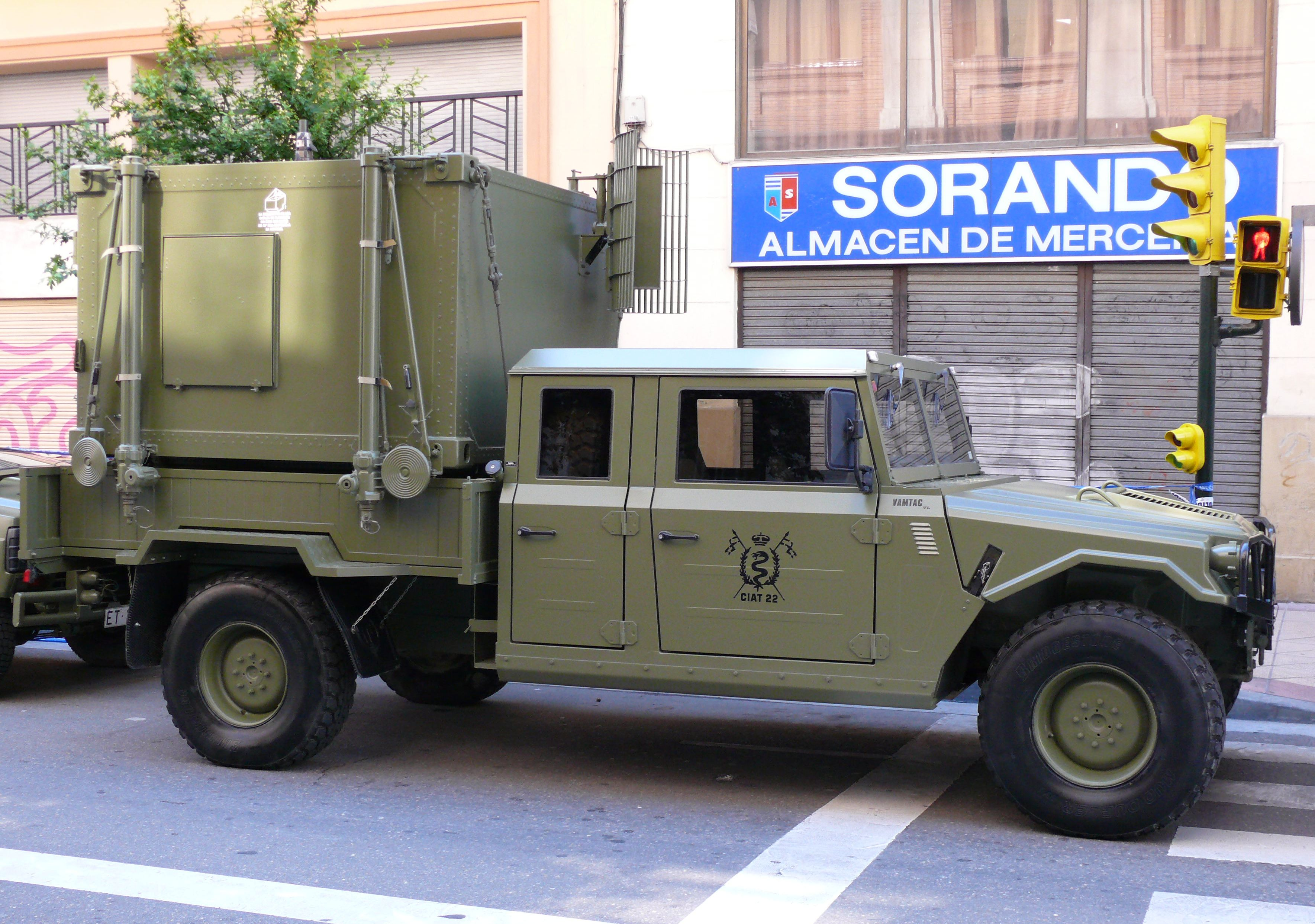
Autostație radio

## În România
În anul 2005, vehicul neblindat pentru operații speciale marca URO VAMTAC a intrat și în înzestrarea Forțelor pentru Operații Speciale ale Armatei României.

## Utilizatori
- Spania
- Belgia
- Republica Dominicană
- Malaysia
- Maroc
- Portugalia
- România - 62 de vehicule (42 S3 și 20 S3-HD cu blindaj ușor)
- Thailanda
- Venezuela